# Parafia Matki Bożej Fatimskiej w Tworkowej
Parafia Matki Bożej Fatimskiej w Tworkowej – parafia rzymskokatolicka, znajdująca się w diecezji tarnowskiej, w dekanacie Czchów.